# كرديد
كرديد هي قرية مغربية غرب المملكة. تنتمي كرديد لإقليم سيدي بنور. تضم هذه القرية 12.751 نسمة (إحصاء 2004).